# Coteaux-des-baronnies
Le coteaux-des-baronnies, appelé vin de pays des coteaux-des-baronnies jusqu'en 2011, est un vin français d'indication géographique protégée (le nouveau nom des vins de pays). Le décret de l'INAO créant ce label a été publié en date du 18 novembre 1981.

## Histoire

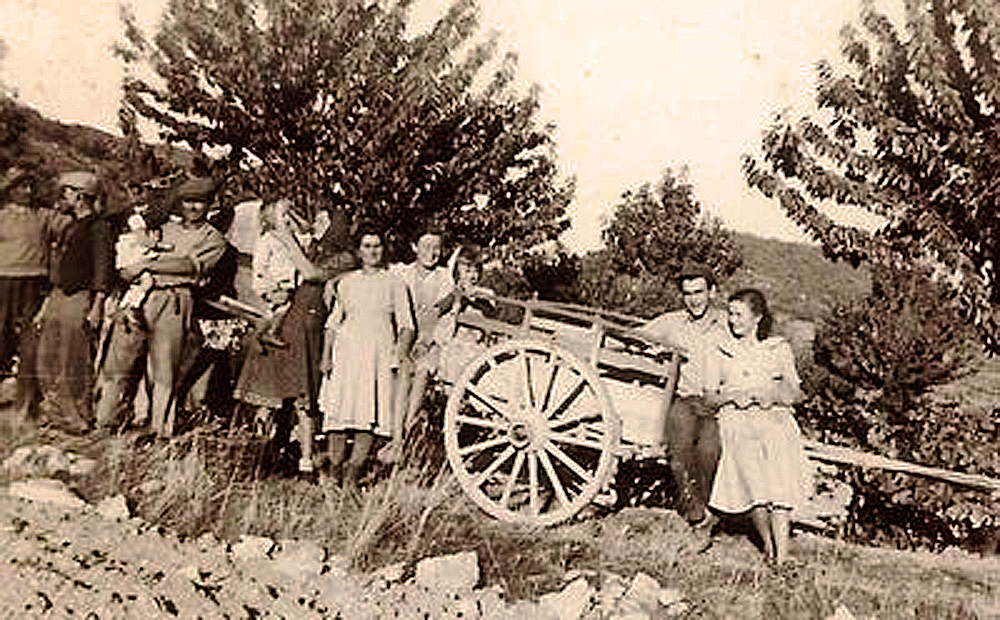
Vendanges au Pouzet à Saint-Auban-sur-l'Ouvèze

Ce territoire est peuplé depuis la préhistoire et profondément marqué par l’influence gauloise (il relève de la fédération des Voconces) et romaine. Pline l'Ancien cite élogieusement le vin des Voconces. Il en distingue deux : l’aigleucos, dont on arrêtait la fermentation en plongeant les dolia dans l’eau froide jusqu’à l’hiver, et le vinum dulce. Le naturaliste précise les moyens « naturels » utilisés pour obtenir ce vin liquoreux : torsion du pédoncule de la grappe, fente du sarment, séchage du raisin sur des tuiles plates. Ce passerillage augmentait la teneur en sucre et permettait d’avoir un degré alcoolique élevé, qui empêchait la transformation de la totalité du sucre en alcool. Il cite deux cépages bien adaptés à ce traitement : helvennaca et diachytos.

## Situation géographique
Ce terroir viticole se situe en Drôme provençale, entre les Alpes et la Vallée du Rhône.

### Orographie
Les Baronnies sont un pays de moyenne montagne (altitude inférieure à 1600 m), au relief tourmenté, qui se développe, d'ouest en est, de la plaine de Valréas à la moyenne vallée de la Durance et, du sud au nord, du mont Ventoux et de la montagne de Lure aux marges du Diois.

### Géologie
Le massif s'est formé sur des assises jurassiques et crétacées. Elles ont été marquées par une régression marine antérieure format une fosse d’affaissement détritique. C'est la dépression vocontienne. À la fin du Miocène, une exondation de la chaîne alpine fit émerger les profils pré-rhodaniens et provoqua les plissements du sol des Baronnies.

### Climat
Le vignoble est sous l'influence d'un climat méditerranéen à tendance continentale. Il est soumis à un rythme à quatre temps : deux saisons sèches, dont une brève en hiver, une très longue et accentuée en été ; deux saisons pluvieuses, en automne, avec des pluies abondantes sinon torrentielles, et au printemps. Les étés sont chauds et secs, liés à la remontée des anticyclones subtropicaux, entrecoupés d’épisodes orageux parfois violents. Les hivers sont doux. Les précipitations sont peu fréquentes et la neige rare.

## Vignoble

### Présentation

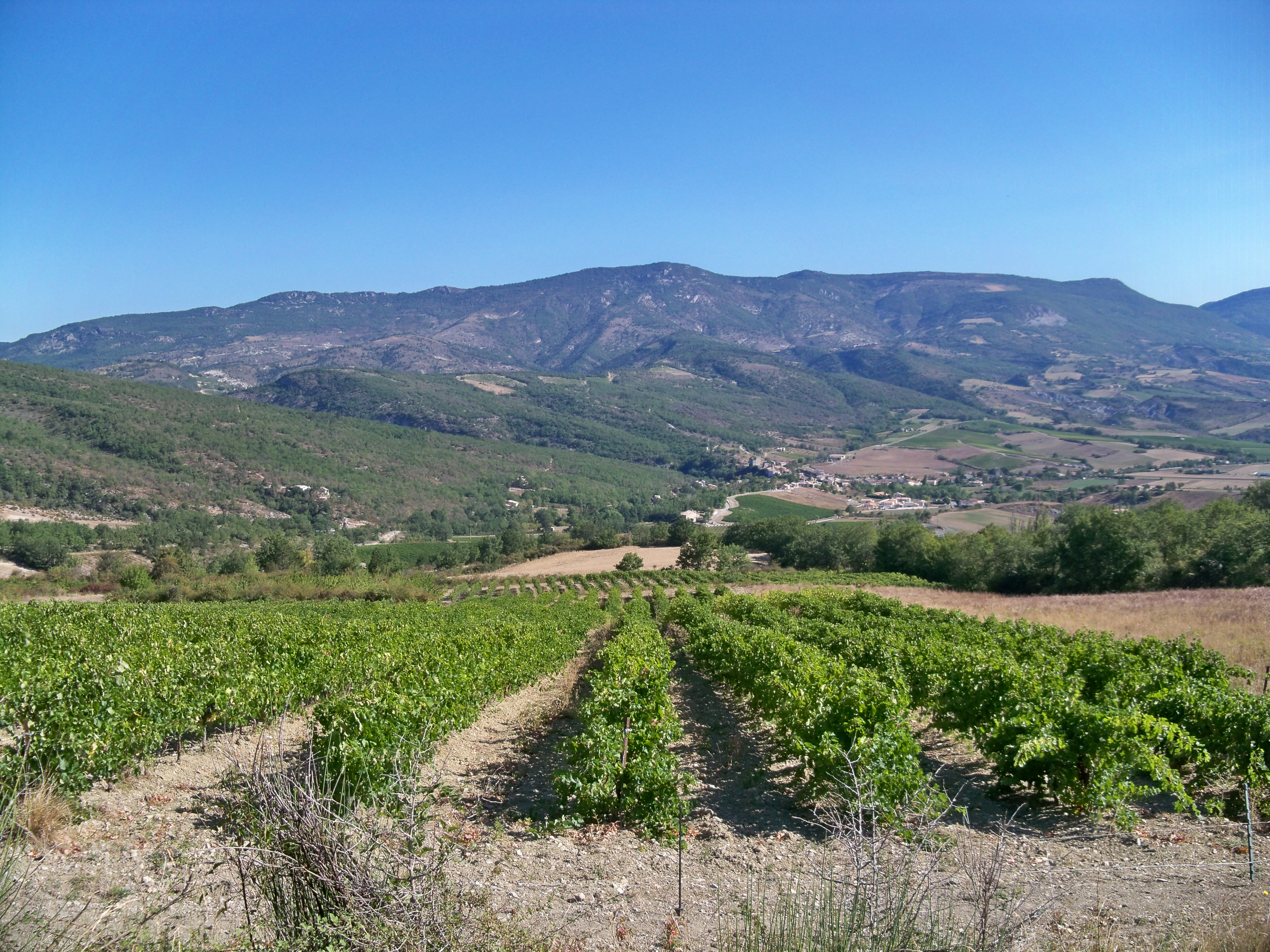
Vignoble des coteaux-des-baronnies

Le label est donné à des vins issus des vignobles situés sur les communes d'Aubres, Beauvoisin, Buis-les-Baronnies, Condorcet, Curnier, Lachau, Mévouillon, Montbrun-les-Bains, Pierrelongue, Les Pilles, Plaisians, Reilhanette, Rémuzat, La Roche-sur-le-Buis, Saint-Auban-sur-l'Ouvèze, Saint-Ferréol-Trente-Pas, Saint-Sauveur-Gouvernet, Sainte-Jalle, Sahune et Séderon.

### Organisation professionnelle
Créé en 1974 par Serge Liotaud, le syndicat des vignerons des coteaux-des-baronnies représente les producteurs de ce terroir viticole. Présidé successivement par Dominique Guillot puis par Valéry Liotaud, le syndicat a mis en place un programme de promotion collective et œuvre au niveau d'une stratégie marketing pour populariser le nom des Baronnies. Son slogan Grandeur Nature, se veut celui d'un vignoble situé dans le décor magnifique de coteaux et qui offre des vins riche en couleurs et en saveurs, aussi divers que représentatifs de leur terroir.

### Encépagement
| Cépages blancs - Sauvignon blanc B (0,2 %) - Marsanne B/Roussanne B (3,0 %) - Viognier B (7,0 %) - Chardonnay B (89,8 %) · | Cépages noirs - Cabernet franc N (0,9 %) - Pinot N (0,5 %) - Fortan N (0,4 %) - Carigan N (6,0 %) - Cinsault N (7,0 %) - Gamay N (9,0 %) - Syrah N (19,0 %) - Grenache N (14,2 %) - Merlot N (19,0 %) - Cabernet sauvignon (26,0 %) |

Cépages rouges : cabernet franc, cabernet sauvignon, merlot, cinsault, grenache, pinot noir et gamay pour l'encépagement principal, cépages secondaires : carignan, counoise, mourvèdre, alicante Henri Bouschet, gamay teinturier de Bouze, gamay teinturier de Chaudenay, à hauteur de 30 %.
Cépages blancs : chardonnay, aligoté, clairette, grenache blanc, grenache gris, roussanne, pinot gris, ugni blanc.

### Vinification
C'est l'ensemble des opérations nécessaires à la transformation du moût (nom du jus de raisin) et à l'élaboration du vin. Certaines de ces opérations sont nécessaires, telle la fermentation alcoolique, et d'autres permettent d'affiner le profil du vin, tant au niveau aromatique (olfactif) que gustatif (goûts).

#### Vinification en rouge
La vinification en rouge consiste à faire un pressurage après que la fermentation a commencé. Pendant toute cette phase, le moût est en contact avec les matières solides de la vendange. Celles-ci sont très riches en tanins, matières colorantes, odorantes, minérales et azotées. Ces substances vont alors se dissoudre plus ou moins dans le moût et se retrouver dans le vin. 
C'est la cuvaison pendant laquelle les sucres se transforment en alcool (fermentation alcoolique) et le jus se voit enrichi par les composants du moût. Plus la macération est longue, plus la coloration du vin sera intense. Se disolvent également les tanins, leur taux sera aussi fonction du temps de la cuvaison. Plus elle sera longue, plus les vins seront aptes à vieillir. Durant cette phase, se produit une forte élévation de la température. Celle-ci est de plus en plus contrôlée par la technique de maîtrise des températures.

#### Vinification en blanc

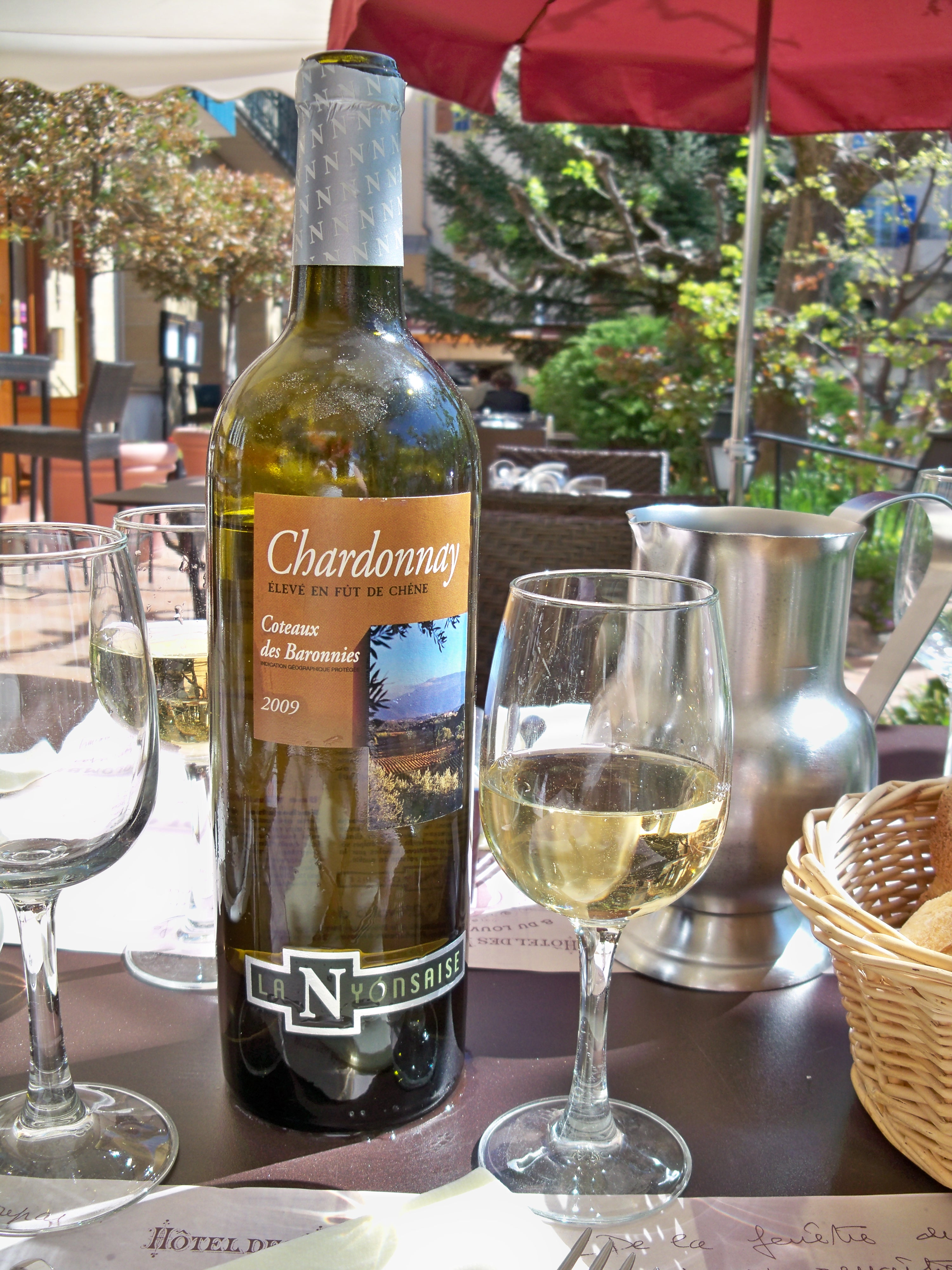
Coteaux-des-baronnies blanc

Dans la vinification en blanc la fermentation se déroule en dehors de tout contact avec les parties solides de la vendange (pépins, peaux du raisin, rafles). Ce qui explique que l'on peut faire indifféremment du blanc à partir de cépages blancs et rouges. C'est le cas du Champagne. Le but de cette vinification est de faire ressortir le maximum des arômes contenus d'abord dans le raisin, ensuite en cours de fermentation, enfin lors du vieillissement. 
L'extraction du jus et sa séparation des parties solides peuvent être précédés par un éraflage, un foulage et un égouttage, pour passer ensuite au pressurage. Mais ces phases sont évitées par nombre de vinificateurs pour éviter l'augmentation des bourbes. Le choix se porte sur une extraction progressive du jus puis un débourbage qui permet d'éliminer toute particule en suspension. Là aussi, encore plus que pour une vinification en rouge, s'impose la maîtrise des températures lors de la fermentation alcoolique. Elle se déroule entre 18 et 20 °C et dure entre 8 et 30 jours selon le type de vin désiré.

#### Vinification en rosé
La vinification en rosé se produit par macération, limitée dans le temps, de cépages à pellicule noire avec possible ajout de cépages blancs. Le vin rosé n'a pas de définition légale. Mais ses techniques de vinification sont très strictes et n'autorisent en rien en Europe le mélange de vin rouge et blanc. La première se fait par saignée. C'est le jus qui s'égoutte sous le poids de la vendange - entre 20 et 25 % - et qui va macérer durant 3 à 24 heures. La seconde est le pressurage. Une vendange bien mûre pourra colorer le jus et sa vinification se fait en blanc. La troisième méthode implique une courte macération à froid. Puis sont assemblés jus de goutte (première méthode) et jus de presse (seconde méthode). Obtenu par ses trois types de vinification, où la maîtrise des températures est une nécessité, un vin rosé a une robe qui s'apparente à celle d'un vin rouge très clair, plus le fruit et la fraîcheur des vins blancs.

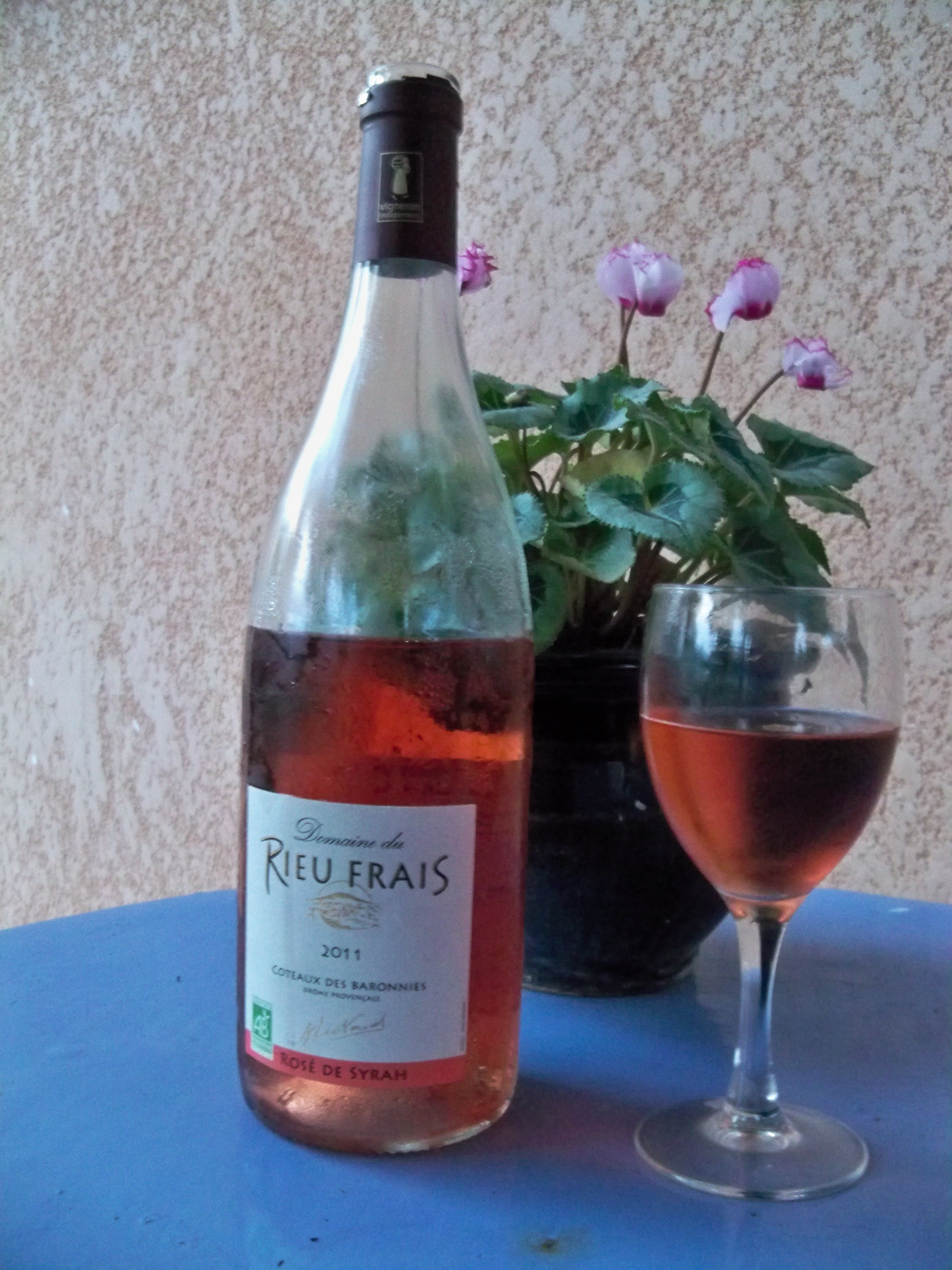
Rosé en bouteille
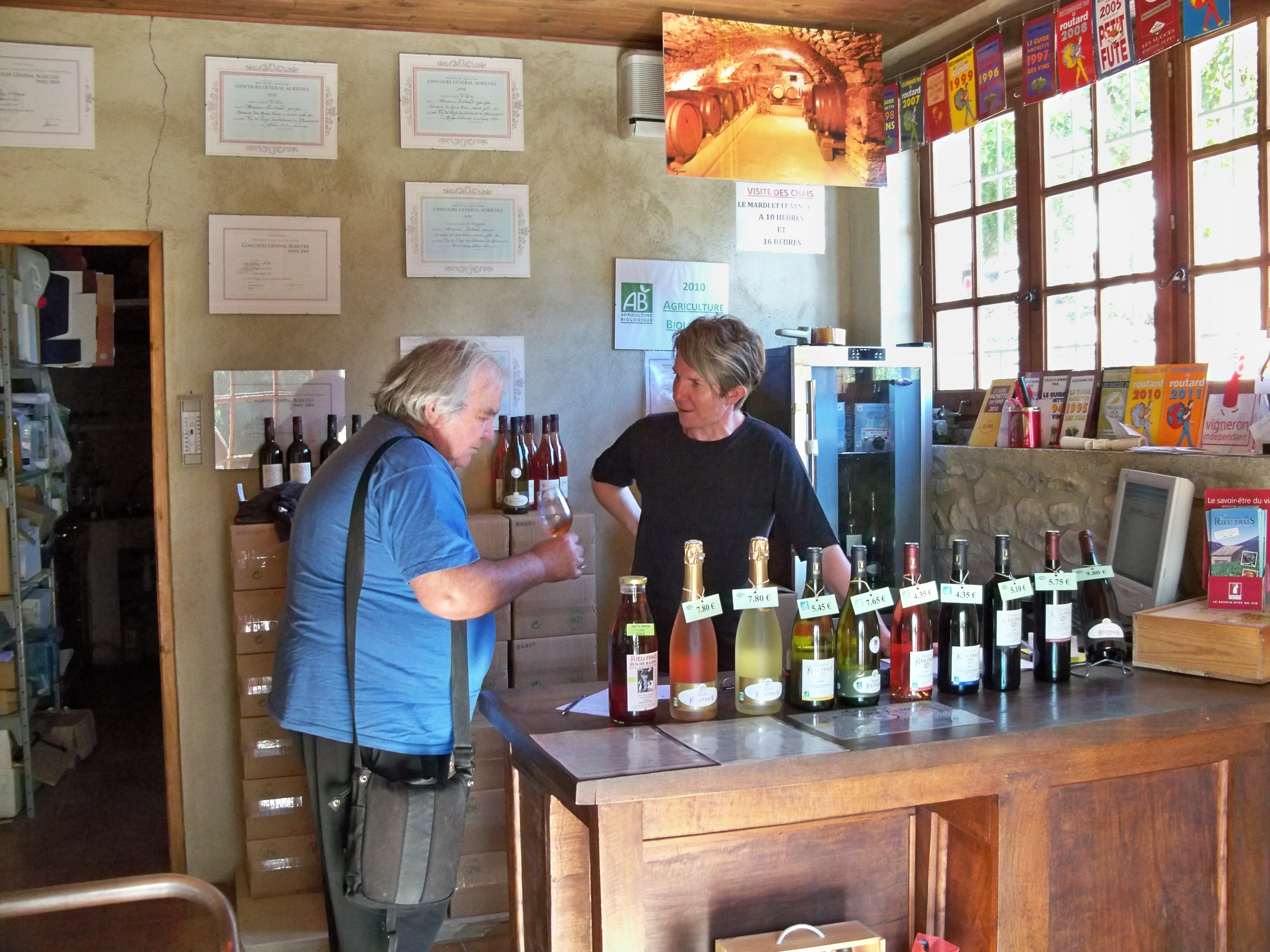
Dégustation de vin rosé dans un domaine de Sainte-Jalle
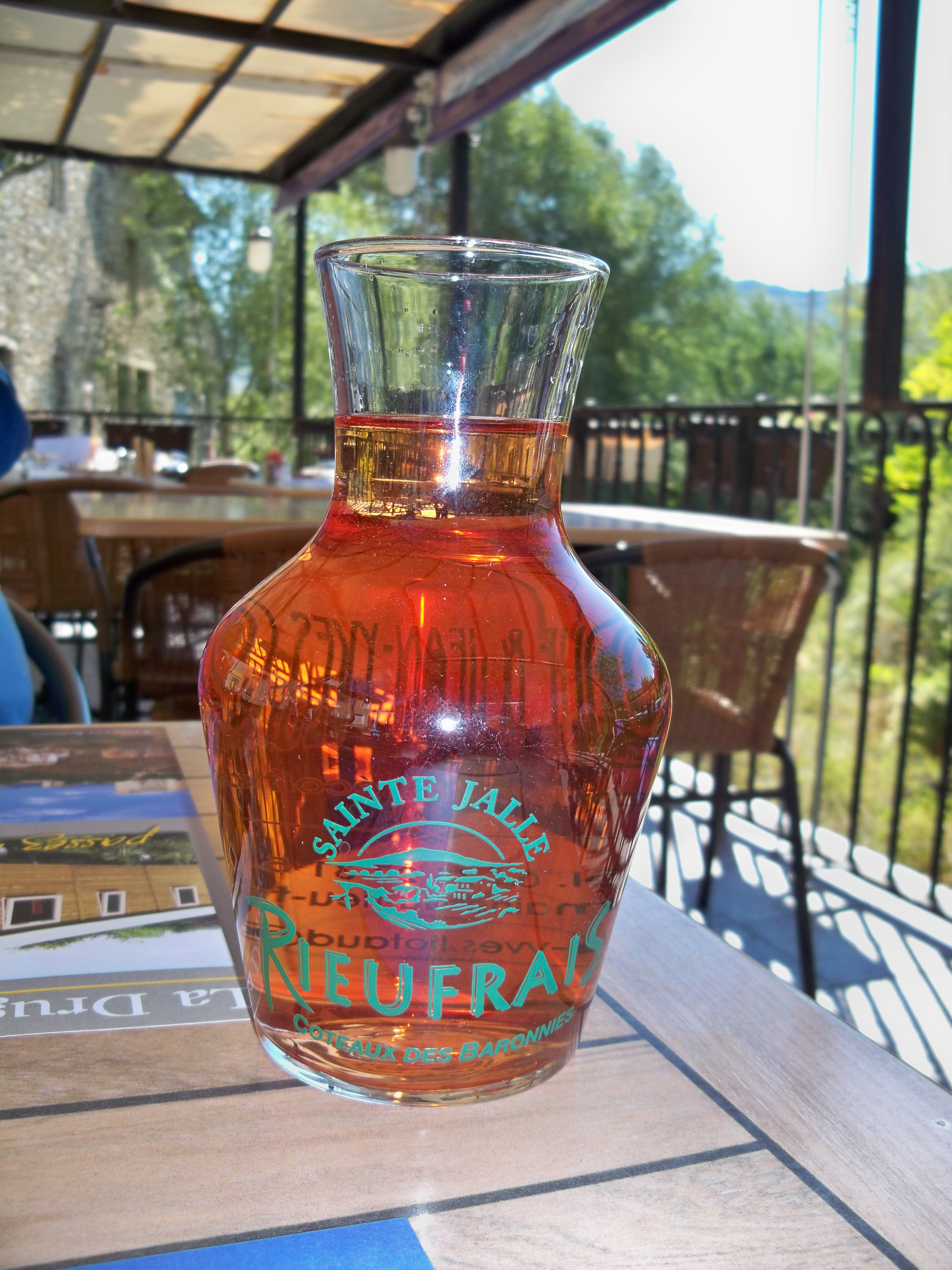
Rosé en carafe

### Types de vin et gastronomie

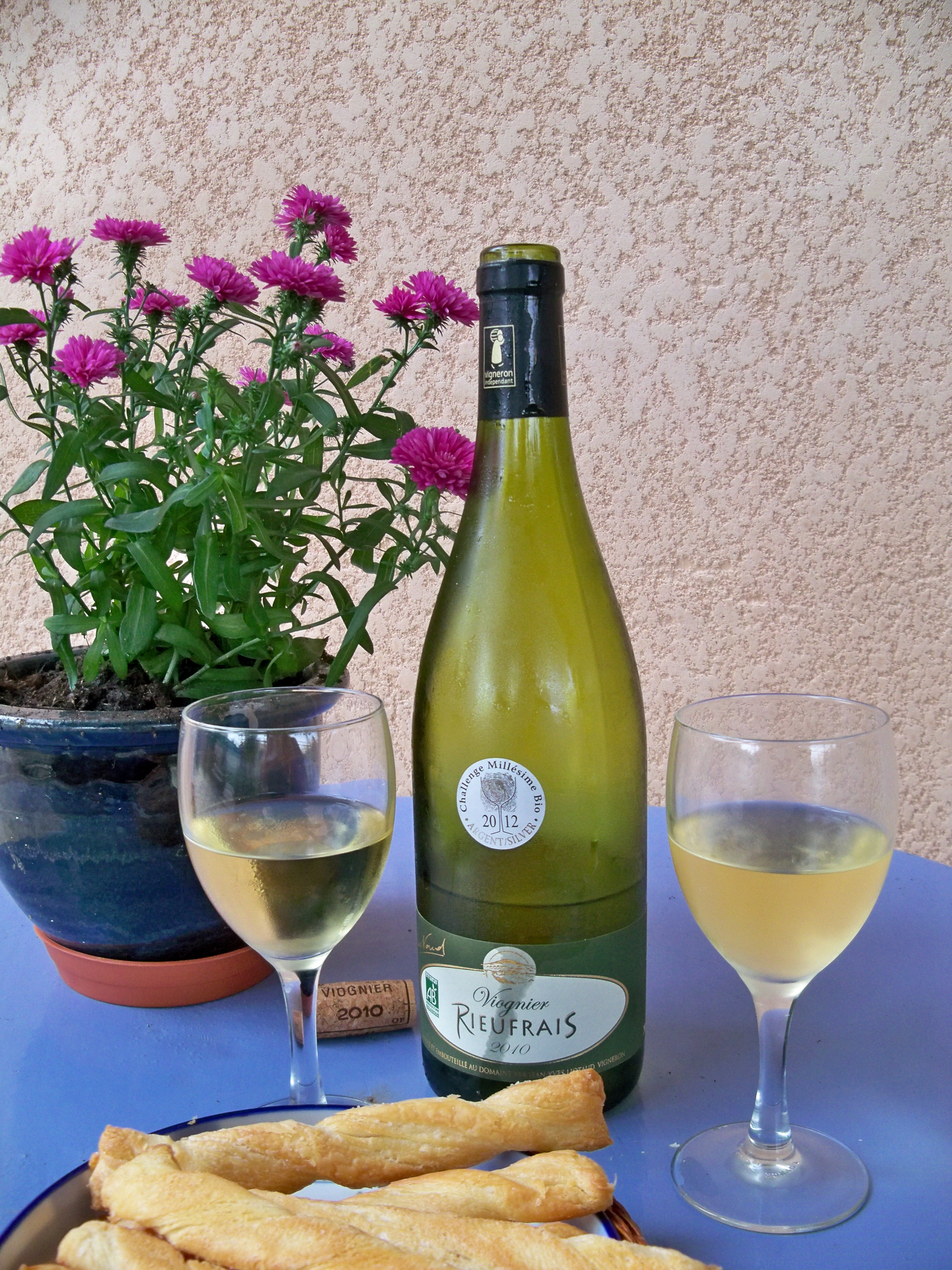
Viognier Coteaux-des-baronnies

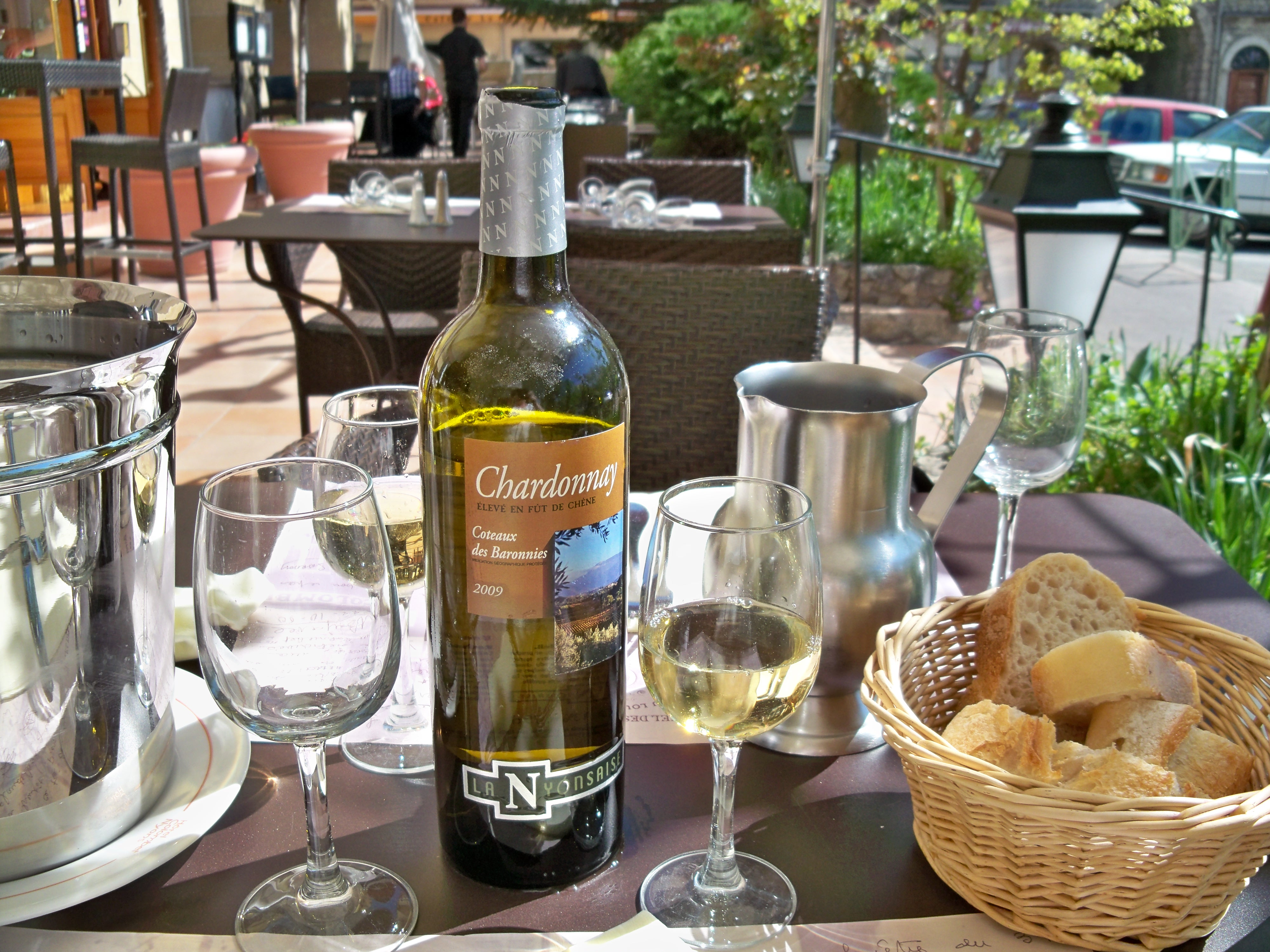
Chardonnay Coteaux-des-baronnies

Le vignoble produit des vins légers et fruités, (petits fruits rouges et noirs pour les rosés et les rouges, vanille pour les blancs). Ces vins sont à déguster dans leur prime jeunesse pour les rouges, rosés et blancs. Ils sont proposés en monocépage ou en assemblage.
Les rouges se présentent, le plus souvent, en assemblage syrah-grenache. Ils ont une robe grenat, et dégagent au nez des notes de fruits noirs (cassis et mûre). À la dégustation, ils sont ronds, fruités et friands. Servis à 15 °C, ils accompagnent traditionnellement une grillade.
Les blancs les plus commercialisés sont à base de chardonnay. Leur robe est jaune pâle avec des reflets verts. Ils dégagent au nez des arômes de fruits (ananas, poire et pêche). Ces vins sont en bouche denses, onctueux, avec une belle fraîcheur et une finale fruitée. Servis à 12 °C, ils se marient avec des poissons d'eau douce en sauce ou encore avec une dinde farcie, mets traditionnel des fêtes de fin d'année.
Les rosés sont rares et se conservent entre 11 et 13 °C. Quelques-uns de leur millésimes ont été remarquables en 1929, 1945, 1949, 1952, 1961, 1969, 1971, 1978, 1985, 1996 et 2005.